# Linn Söderström
Linn Sara Söderström, född 20 februari 1986 i Västanfors församling, Västmanlands län, är en svensk krögare, författare och radiopersonlighet.

## Biografi
Linn Söderström har arbetat på Street restaurang, Operakällaren och med Niklas Ekstedt på restaurang Ekstedt., som mediapersonlighet har hon varit programledare för poddcasten Får man ta mat nu?, podiefinalist i kockarnas kamp 2017 och matradiopratare i Fredag i P3.
Som krögare har Söderström drivit restaurangen Garba i Stockholm och  författat en kokbok.